# Joel Hopkins
Pour les articles homonymes, voir Hopkins.
Joel Hopkins, né le 6 septembre 1970 à Londres, est un réalisateur et scénariste anglais.

## Filmographie
- 1998 : Jorge (court métrage)
- 2001 : Mariage et Conséquences (Jump Tomorrow)
- 2009 : Last Chance for Love (Last Chance Harvey)
- 2013 : Duo d'escrocs (The Love Punch)
- 2017 : Hampstead